# Passiflora tryphostemmatoides
Passiflora tryphostemmatoides är en passionsblomsväxtart som beskrevs av Harms.. Passiflora tryphostemmatoides ingår i släktet passionsblommor, och familjen passionsblomsväxter. Inga underarter finns listade i Catalogue of Life.